# Neu Golm
Neu Golm (in basso sorabo Nowy Chółm) è una frazione del comune tedesco di Bad Saarow, nel Land del Brandeburgo.

## Monumenti e luoghi d'interesse
Chiesa (Dorfkirche)Costruita nella seconda metà dell'Ottocento sul sito di una chiesa medievale; della costruzione originale resta la torre in pietra posta in facciata.

## Amministrazione
La frazione è amministrata da un "consiglio locale" (Ortsbeirat) di tre membri e da un "presidente di frazione" (Ortsvorsteher).

### Esplicative
1. ↑  Letteralmente: «Golm nuova», in contrapposizione alla vicina Alt Golm – «Golm vecchia».

### Bibliografiche
1. ↑  (DE) Hauptsatzung der Gemeinde Bad Saarow, § 1, Abs. 3 (PDF), su daten.verwaltungsportal.de. URL consultato il 22 luglio 2019 (archiviato dall'url originale il 22 luglio 2019).
2. ↑  (DE) Institut für Denkmalpflege der DDR (a cura di), Die Bau- und Kunstdenkmale in der DDR. Bezirk Frankfurt/Oder, Berlino (Est), Henschelverlag Kunst und Gesellschaft, 1980,  p. 250, ISBN non esistente, IDN 810074435.
3. ↑  (DE) Hauptsatzung der Gemeinde Bad Saarow, § 7 (PDF), su daten.verwaltungsportal.de. URL consultato il 22 luglio 2019 (archiviato dall'url originale il 22 luglio 2019).